# Швейцарский литературный архив
Швейцарский литературный архив (нем. Schweizerisches Literaturarchiv) в Берне собирает литературные произведения на всех национальных языках Швейцарии (немецкий, французский, итальянский, романшский). Он является частью Швейцарской национальной библиотеки и расположен в её здании.
Архив был создан в 1991 году, согласно последней воле писателя Фридриха Дюрренматта (1921—1990), завещавшего свою литературное наследие государству при условии, что оно создаст Национальный архив по литературе.
Архив имеет материалы:
- Альберта Эйнштейна
- Блеза Сандрара
- Фридриха Глаузера
- Германа Гессе
- Патриции Хайсмит
- Людвига Холя
- Голо Манна
- Мани Маттера
- Рильке
- Карла Шпиттелера
- Курта Марти